# 5490 Burbidge
5490 Burbidge è un asteroide della fascia principale. Scoperto nel 1960, presenta un'orbita caratterizzata da un semiasse maggiore pari a 2,3037747 UA e da un'eccentricità di 0,1178057, inclinata di 3,23459° rispetto all'eclittica.